# Ressaca de Saudade
"Ressaca de Saudade" é uma canção do cantor brasileiro Wesley Safadão. Foi lançada nas plataformas digitais no dia em 2 de junho de 2017 pela Som Livre, e depois como segundo single do álbum WS In Miami Beach nas rádios em 30 de maio.
Foi certificado single de platina triplo pelo Pro-Música Brasil.
A música já havia sido lançada anteriormente, em 31 de março, no EP Esquenta WS in Miami Beach, mas não como single.

## Videoclipe
Lançado em 2 de junho de 2017, o clipe oficial foi extraído do álbum de vídeo WS In Miami Beach e apresentado no canal do cantor no YouTube. Foi dirigido por Wesley Safadão e Fernando Trevisan Catatau.
Anteriormente um video de estúdio da música foi produzido como esquenta para o álbum que seria gravado no mês seguinte. A locação da gravação foi seu WOS Studio e o lançamento ocorreu em 31 de março.

## Paródias
Uma paródia que se destacou foi postada pelo canal Paródias FC em 21 fevereiro de 2018. Intitulada de "Willian dá show e Messi desencanta", destaca o bom desempenho dos jogadores William e Messi no jogo entre Chelsea e Barcelona pelas oitavas de final da Liga dos Campeões da UEFA 2017–2018.

## Apresentações ao vivo
A canção foi introduzida no repertório de shows do artista durante apresentação no festival Garota VIP, em Maceió, em 3 de junho de 2017. Executou pela primeira vez na televisão no programa Música Boa do Multishow e depois no Show da Virada em 31 de dezembro na Rede Globo.

## Coreografias
Canais do YouTube como FitDance e Cia. Daniel Saboya fizeram coreografias para a música.

## Faixas e formatos
"Ressaca de Saudade" foi lançada como single em streaming e para download digital, contendo somente a faixa, com duração total de três minutos e nove segundos.
| Streaming e download digital |                      |                            |         |  |
| N.º                          | Título               | Compositor(es)             | Duração |  |
| 1.                           | "Ressaca de Saudade" | Caninana Jonas Alves Italo | 3:09    |  |

## Desempenho comercial
Foi a vigésima oitava canção mais tocada nas rádios brasileiras, conforme a Billboard Brasil. O clipe ultrapassou a marca de 60 milhões de visualizações no YouTube. Destaque no Spotify, ficou em décimo terceiro entre as 50 mais tocadas do Brasil e já foi executada mais de 45 milhões de vezes. Teve um ótimo desempenho no iTunes Store, ficando em décima quinta entre as canções mais vendidas.

## Desempenho nas tabelas musicais
| Tabela musical (2017)                                  | Melhor posição |
| ------------------------------------------------------ | -------------- |
| Brasil (Billboard Brasil Hot 100 Airplay)              | 28             |
| Brasil (Billboard Brasil Regional Fortaleza Hot Songs) | 3              |
| Brasil (Top 50 Streaming Mensal)                       | 27             |

| País (Provedor)            | Certificados |
| -------------------------- | ------------ |
| Brasil (Pro-Música Brasil) | 3× Platina   |

## Histórico de lançamento
| Região | Data               | Formato(s)       | Gravadora |
| ------ | ------------------ | ---------------- | --------- |
| Brasil | 2 de junho de 2017 | Videoclipe       | Som Livre |
| Brasil | 2 de junho de 2017 | Download digital | Som Livre |
| Brasil | 30 de maio de 2017 | Airplay          | Som Livre |

## Créditos
Todos os dados abaixo foram retirados do site oficial do artista.
- Direção de vídeo: Wesley Safadão e Fernando Trevisan Catatau
- Produção musical: Wesley Safadão, Rod Bala e Jeimes Teixeira
- Composição: Caninana, Jonas Alves e Italo

### Músicos participantes
- Rod Bala e Rafinha Batera: bateria
- João Paulo: teclados
- Jeimes Teixeira: violão
- Marcos Rodrigues: guitarra e violão
- Guilherme Santana: baixo
- Berg Félix: sanfona
- Everardo Messi: percussão
- Itaro Tito: trombone
- Hilton Lima: trompete
- Paulo Queiroz (Bob): saxofone
- Arantes Rodrigues e Lidiane Castro: vocais de apoio